# Цюрупа Олександр Дмитрович
Олександр Дмитрович Цюрупа (19 вересня (1 жовтня) 1870, Олешки, Таврійська губернія, Російська імперія — 8 травня 1928, село Мухалатка (нині с. Олива), Кримська АРСР, РРФСР, СРСР) — радянський державний та партійний діяч, заступник голови Ради народних комісарів РРФСР і СРСР. Ініціатор введеня в державі продовольчої диктатури (введена декретом ВЦВК від 13 травня 1918), один з організаторів продзагонів. Автор концепції п'ятирічок. Член ЦВК СРСР 1—4-го скликань, член ЦК ВКП(б) (1923—1928).

## Біографія
Народився в родині службовця.
У 1887 році закінчив міське училище в місті Олешки. У 1887—1893 роках — учень Херсонського сільськогосподарського училища (виключений після 5-місячного арешту)
У 1893—1902 роках працював земським статистиком, агрономом. Революційну роботу вів в Херсоні, Одесі, Харкові, Тулі. Був заарештований 1893, 1895 та 1902 років. У 1902—1905 роках — на засланні в Олонецькій губернії.
У 1908—1917 роках працював агрономом, керуючим маєтками князя В'ячеслава Кугушева в Уфимській губернії.
У 1917 році — член президії Уфимського об'єднаного комітету РСДРП (б), депутат Уфимської ради, голова Уфимської губернської продовольчої управи, голова Уфимської міської думи (червень — жовтень 1917), член Уфимського військово-революційного комітету (листопад 1917).
У листопаді — 25 лютого 1918 року — заступник народного комісара продовольства РРФСР.
25 лютого 1918 — 2 грудня 1921 року — народний комісара продовольства РРФСР. У 1918—1921 роках — керівник продовольчо-реквізиційних армії Народного комісаріату продовольства РРФСР.
2 грудня 1921 — 17 липня 1923 року — заступник голови Ради праці і оборони РРФСР.
29 грудня 1921 — 2 лютого 1924 року — заступник голови Ради народних комісарів РРФСР.
6 травня 1922 — 28 квітня 1923 року — народний комісар робітничо-селянської інспекції РРФСР.
6 липня 1923 — 8 травня 1928 року — заступник голови Ради народних комісарів СРСР і заступник голови Ради праці і оборони СРСР.
6 липня 1923 — 18 листопада 1925 року — голова Державної планової комісії при Раді праці і оборони СРСР.
18 листопада 1925 — 16 січня 1926 року — народний комісар зовнішньої і внутрішньої торгівлі СРСР.
По смерті був кремований, а рештки було поміщено в урні у Кремлівську стіну на Красній площі в Москві.

### Партійна та громадська діяльність
- 1898 вступив до лав РСДРП.
- Член організації «Іскри»
- Член ЦВК СРСР і Президії ЦВК СРСР в 1922—1928
- у жовтні 1917 року зорганізував постачання ешелонів з хлібом до Петрограду.
- 8 травня 1918 на засіданні РНК виступив з пропозицією про введення в країні продовольчої диктатури (введена декретом ВЦВК від 13 травня 1918 року). Один з організаторів продзагонів та винищення українського населення на півдні та сході України..

1924 року написав статтю «Про В. І. Леніна», автор праці «Ленін та продовольча робота» (в кн. Спогади про В. І. Леніна, т. 5, М, 1990)

### Родина
Сестра була одружена з революціонером, князем В'ячеславом Кугушевим.

### Вшанування пам'яті
- місто Олешки у 1928—2016 роках носило назву Цюрупинськ
- селище у Воскресенському районі Московської області
- вулиця в Астрахані
- вулиця у Бірську
- вулиця у Брянську
- вулиця у Воронежі
- вулиця у Витегрові
- вулиця у Донецьку
- вулиця у Заречанах
- вулиця в Ішимбаї
- вулиця у Курську
- вулиця у Мелеузі
- вулиця у Москві
- вулиця у Туймазах
- вулиця у Стерлітамаку
- вулиця у Сібаї
- вулиця в Уфі
- провулок у Липецьку
- вулиця у м. Шахти
- санаторій та вулиця у Сочі
- санаторій у Ліскінському районі Воронезької області
- коледж у Новочеркаську
- будинок культури у Санкт-Петербурзі
- сокольницький мелькомбінат у Москві

## В кінематографі
У стрічці «Ленін 1918 року» (реж. Михайло Ромм, 1939 р.) народний комісар продовольства РРФСР О. Д. Цюрупа непритомніє від голоду під час доповіді в кабінеті голови Раднаркому Володимира Леніна.